# 狭叶罗汉松
狭叶罗汉松（学名：Podocarpus macrophyllus var. angustifolius）为罗汉松科罗汉松属罗汉松的变种。分布在日本以及中国大陆的四川、江西、广东、贵州、江苏等地，目前已由人工引种栽培。